# Melitaea naina
Melitaea naina är en fjärilsart som beskrevs av Hans Fruhstorfer 1917. Melitaea naina ingår i släktet Melitaea och familjen praktfjärilar. Inga underarter finns listade i Catalogue of Life.